# خانه چشمی
خانه چشمی مربوط به اواخر دوره قاجار است و در سبزوار، خیابان بیهق، بیهق۲۷ واقع شده و این اثر در تاریخ ۲۲ مرداد ۱۳۸۴ با شمارهٔ ثبت ۱۳۱۵۴ به‌عنوان یکی از آثار ملی ایران به ثبت رسیده است.